# Pegada de carbono

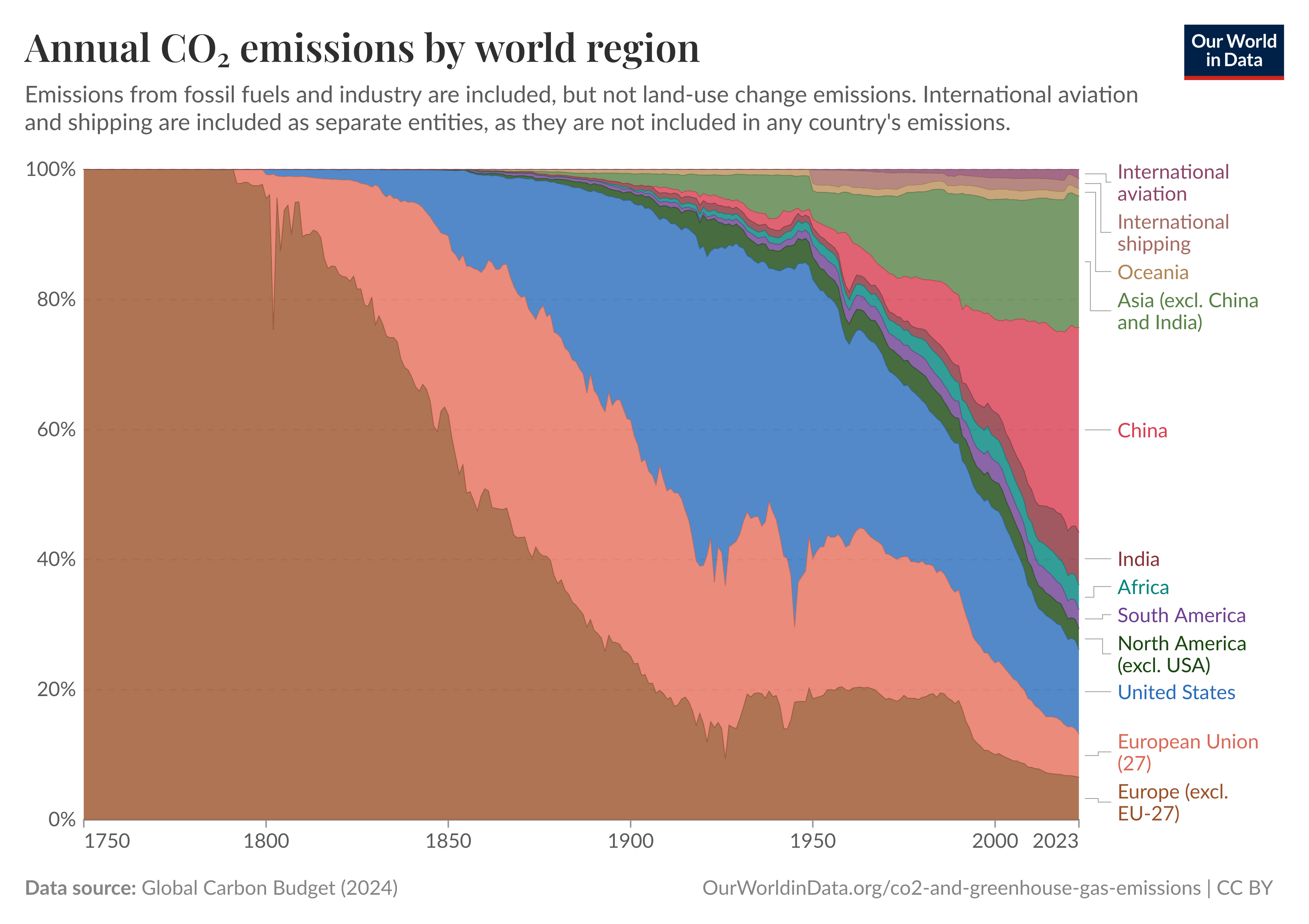
Emissões de CO₂ por região do mundo (Our World In Data)

Uma pegada de carbono é o total de emissões de gases de efeito estufa (GEE) causadas por um indivíduo, evento, organização, serviço, local ou produto, expresso em dióxido de carbono equivalente (CO2e). Os gases do efeito estufa, incluindo os gases contendo carbono, como dióxido de carbono e metano, podem ser emitidos através da queima de combustíveis fósseis, desmatamento e produção e consumo de alimentos, bens manufaturados, materiais, madeira, estradas, edifícios, transporte e outros serviços.
Na maioria dos casos, a pegada de carbono total não pode ser calculada exatamente devido ao conhecimento inadequado dos dados sobre as interações complexas entre os processos contribuintes, incluindo a influência de processos naturais que armazenam ou liberam dióxido de carbono. Por esta razão, Wright, Kemp e Williams propuseram a seguinte definição de pegada de carbono:
Uma medida da quantidade total de emissões de dióxido de carbono (CO2) e metano (CH4) de uma população, sistema ou atividade definida, considerando todas as fontes, sumidouros e armazenamento relevantes dentro do limite espacial e temporal da população, sistema ou atividade de interesse. Calculado como equivalente de dióxido de carbono usando o potencial de aquecimento global relevante de 100 anos (GWP100).
O Protocolo do Gás de Efeito Estufa ampliou a gama de gases
A norma abrange a contabilização e comunicação de sete gases de efeito estufa cobertos pelo Protocolo de Quioto – dióxido de carbono (CO2), metano (CH4), óxido nitroso (N2O), hidrofluorcarbonetos (HFCs), perfluorcarbonetos (PCFs), hexafluoreto de enxofre (SF6) e trifluoreto de nitrogênio (NF3).
A pegada de carbono anual média global por pessoa em 2014 foi de cerca de cinco toneladas de CO2e. Embora existam muitas maneiras de calcular uma pegada de carbono, a Nature Conservancy sugere que a pegada de carbono média para um cidadão americano é de dezesseis toneladas. Esta é uma das taxas mais altas do mundo, levando a novas políticas implementadas para reduzir a pegada de carbono. Estudiosos estimam que a cidade de Nova Iorque pode eliminar a pegada de carbono de seus edifícios até 2050. Com base em documentos da cidade e estatísticas nacionais, uma medida significativa diretamente controlada por Nova Iorque é a eliminação das emissões de carbono do aquecimento do distrito municipal, que pode representar até 30% das emissões de carbono relatadas da cidade de Nova Iorque e 58% das emissões de carbono relacionadas à energia.
O uso de calculadoras domésticas de pegada de carbono originou-se quando a produtora de petróleo BP contratou a Ogilvy para criar uma campanha de "propaganda eficaz" para transferir a responsabilidade da poluição causadora das mudanças climáticas das corporações e instituições que criaram uma sociedade onde as emissões de carbono são inevitáveis e para o estilo de vida pessoal escolhas. O termo "pegada de carbono" também foi popularizado pela BP.